# Bonnie Aarons
Bonnie Aarons, född 9 september 1960 i Los Angeles, är en amerikansk skådespelerska. Hon är mest känd för sin roll som den onda nunnan Valak i filmerna The Conjuring 2 och The Nun. Hon har tidigare medverkat i bland annat Mulholland Drive.

## Filmografi

### Film
| År   | Titel                                     | Roll                                  | Anmärkningar    |
| ---- | ----------------------------------------- | ------------------------------------- | --------------- |
| 1994 | Exit to Eden                              | The Prostitute                        |                 |
| 1995 | Caged Heat 3000                           | Mac                                   |                 |
| 1996 | Dear God                                  | Prophet Woman                         |                 |
| 1998 | Sweet Jane                                | Waitress                              |                 |
| 2001 | Mulholland Drive                          | The Bum                               |                 |
| 2001 | En prinsessas dagbok                      | Baroness Joy von Troken               |                 |
| 2001 | Min stora kärlek                          | Spastic Friend #1                     |                 |
| 2003 | Specter's Rock                            | Verna Frenz                           |                 |
| 2004 | En prinsessas dagbok 2 - kungligt uppdrag | Baroness Joy von Troken               |                 |
| 2006 | Wristcutters: A Love Story                | Messiah Worshipper                    |                 |
| 2007 | I Know Who Killed Me                      | Fat Teena                             |                 |
| 2007 | InAlienable                               | Blue Skinned Woman                    |                 |
| 2008 | Hell Ride                                 | Mud Devils Ref                        |                 |
| 2008 | One, Two, Many                            | Lastima in the Bathroom               |                 |
| 2009 | Drag Me to Hell                           | Mother and Daughter at Decathlon Fest |                 |
| 2010 | Valentine's Day                           | Strange Lady                          |                 |
| 2010 | Dahmer vs. Gacy                           | General Abogados                      |                 |
| 2010 | The Fighter                               | Crackeado Bonnie                      |                 |
| 2012 | Du gör mig galen!                         | Rocky D'Angelo's Mother               |                 |
| 2015 | Accidental Love                           | Reporter #2                           |                 |
| 2016 | The Conjuring 2                           | Valak / Demon Nun                     |                 |
| 2017 | Annabelle 2: Creation                     | Valak / Demon Nun                     | Cameo           |
| 2018 | The Nun                                   | Valak / Demon Nun                     |                 |
| 2018 | Adi Shankar's Gods and Secrets            | Actress                               |                 |
| 2021 | Jakob's Wife                              | The Master                            |                 |
| 2023 | The Nun II                                | Valak / Demon Nun                     |                 |
| 2023 | The Bell Keeper                           | Jodie                                 |                 |
| 2024 | Camp Pleasant Lake                        | Esmeralda                             |                 |
| 2024 | Little Bites                              | grandmotther                          |                 |
| TBA  | Wizardream                                | The Crone                             | Post-production |
| TBA  | Night of the Witch                        | Marioara / The Witch                  |                 |

### Tv
| År   | Titel                                | Roll           | Anmärkningar                     |
| ---- | ------------------------------------ | -------------- | -------------------------------- |
| 2019 | The Boulet Brothers' Dragula         | Sig själv      | Gästdomare ( säsong 3 avsnitt 2) |
| 2021 | The Boulet Brothers' Dragula         | Sig själv      | Gästdomare ( säsong 4 avsnitt 6) |
| 2022 | The Boulet Brothers' Dragula: Titans | Sig själv      | Gästdomare (avsnitt 2)           |
| 2025 | Everybody's Live with John Mulaney   | Dumpster Thing | (avsnitt 6)                      |